# Bahnhof Geislingen (Steige)
Der Bahnhof Geislingen (Steige) liegt am Streckenkilometer 61,3 der Filstalbahn am Beginn der Geislinger Steige in Geislingen an der Steige. Bis Mai 2000 bestand für den Güterverkehr hier eine Verbindung nach Geislingen-Altenstadt. Sie war der letzte Abschnitt der ursprünglichen Bahnstrecke nach Wiesensteig. Der Bahnhof wird nur noch von Regional-Express- und Metropolexpress-Zügen bedient, wies früher aber auch Schienenpersonenfernverkehr auf.

## Geschichte

### Planung und Bau
Als Georg von Bühler und Carl Christian von Seeger die Pläne einer Eisenbahnverbindung von Stuttgart nach Ulm vorlegten, stand die Verbindung durch das Filstal in der Konkurrenz zu einer Linienführung durch das Rems- und Brenztal. Die Überwindung der Schwäbischen Alb sahen sie als schier unlösbare Aufgabe an.
In den 1840er Jahren zählte die Oberamtsstadt Geislingen rund 2.300 Einwohner. Diese lebten zumeist von der Landwirtschaft oder übten ein Handwerk in kleinen Betrieben aus. Weniger als ein Prozent von ihnen war in auswärtigen Fabriken beschäftigt. Trotz der Lage an der Staatsstraße Stuttgart–Ulm befand sich hier kein bedeutender Warenumschlagplatz. Der 1824 errichtete Albaufstieg trug kaum zu einer Verbesserung des Handels bei. Durch den schlechten Zustand der Straße und die starke Steigung war der Weg nach Ulm für Fuhrwerke nur mühsam zu erklimmen.
Mit dem Vorschlag der, damals noch Ostbahn genannten, Filstalbahn schöpften die Stadträte neue Hoffnung für Stadt und Oberamt und machten sich für einen Anschluss stark. Am 16. Dezember 1841 verfassten sie eine Bittschrift, in der sie die wirtschaftliche Bedeutung der Region erläuterten und Mehl, Bier, Getreide, Vieh, Brennholz und Steine als Erzeugnisse auflisteten. Der Personenverkehr blieb vorerst uninteressant. Um gezielter auf sich zu lenken, gaben sie die drohende Verarmung der Stadt bei einer Nichtberücksichtigung an.
Die Bittsteller bezweifelten allerdings selbst, dass je eine Lokomotive den Albaufstieg bewältigen könne. Stattdessen stellte man sich vor, dass in Geislingen die Waggons von den Lokomotiven abgekoppelt und sie dann einzeln von Pferden auf die Alb gezogen werden würden.
Letztlich entschieden sich die Gutachter für die kürzere Bahnstrecke durch das Filstal nach Ulm und beauftragen Michael Knoll mit der Planung und Errichtung der Eisenbahnrampe bei seiner Heimatstadt Geislingen. Der erfahrene Karl Etzel stand Knoll zur Seite. Vom Bahnbau profitierte besonders der Müller Daniel Straub, ein Cousin Knolls, der in der Kapellmühle und in einem neu erstellten Gebäude oberhalb der Steige Werkstätten für Arbeitsgeräte und Maschinen einrichtete.

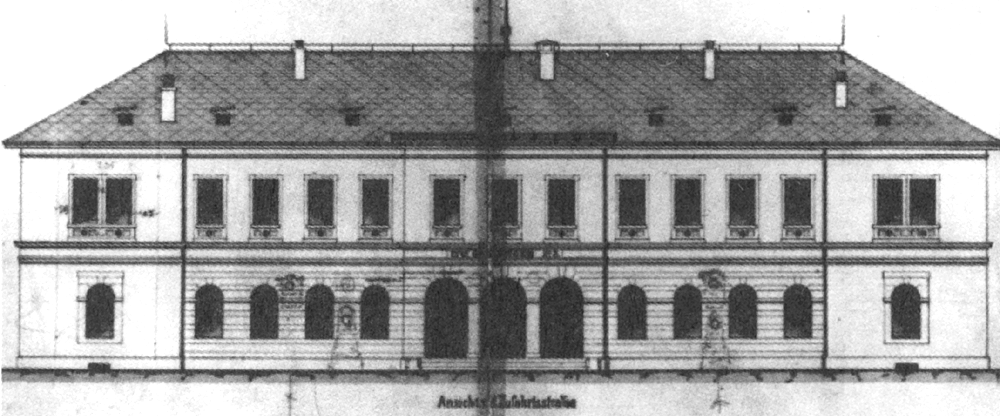
Straßenseite des Empfangsgebäudes, Zeichnung von etwa 1848

Große Erdbewegungen waren nötig, um die Bahn auf den Bahnhof und die Steige zu lenken. Die Station entstand gezielt nördlich des Stadtkerns, um ihn zum zentralen Punkt für die Dörfer Altenstadt, Eybach und Weiler zu machen. Das von Knoll entworfene zweistöckige Gebäude mit Walmdach existiert noch.

### Staatsbahnzeit
Am 14. Juni 1849 nahmen die Königlich Württembergischen Staats-Eisenbahnen den Streckenabschnitt Süßen–Geislingen in Betrieb. Die Eröffnung des Teilstücks Geislingen–Ulm erfolgte am 29. Juni 1850. Auf der Geislinger Steige mussten alle Züge bis Amstetten nachgeschoben werden.
Daniel Straub betrieb weiterhin eine Schmiede für Werkzeuge, die er als Eisengießerei und Maschinenfabrik ausbaute. Daraus entwickelte sich 1883 die Maschinenfabrik Geislingen AG (MAG). 1853 gründete Straub mit zwei Teilhabern die Metallwarenfabrik Straub & Schweizer, die seit 1880 den Namen Württembergische Metallwarenfabrik AG (WMF) trägt. Damit begann in Geislingen die Industrialisierung.
Am 29. Juni 1852, exakt zwei Jahre nach der Einweihung der Geislinger Steige, starb Michael Knoll. Seine Bekannten stifteten ihm zu Ehren eine Büste, die anfangs auf dem westlichen Bahnhofsvorplatz stand. Auf dem Sockel ist zu lesen:

„Dem Erbauer des Eisenbahn-Alb-Übergangs Michael Knoll, Oberbaurat aus Geislingen, gewidmet von seinen Freunden.“

Zwischen 1859 und 1862 bauten die Königlich Württembergische Staats-Eisenbahnen die Strecke von Plochingen bis Ulm Hbf zweigleisig aus. Die Einwohnerzahl Geislingens stieg an. Waren es 1880 noch 3.900, bewohnten bereits 1900 7.000 Menschen die Stadt am Fuße der Alb.
Von Anfang an verfügte der Bahnhof über Gleisanlagen zum Ansetzen von Vorspann- und Schiebelokomotiven. Um 1870 und 1891–1893 wurden die Gleisanlagen mehrfach erweitert, um mehr Vorspann- und Schiebelokomotiven vorhalten zu können, Bremswagen an- und absetzen zu können und schwere Züge teilen zu können. Außerdem erhielt der Bahnhof einen zweiten Bahnsteig.
Ab dem 21. Oktober 1903 zweigte im Bahnhof Geislingen (Steige) die 21 Kilometer lange Bahnstrecke Geislingen (Steige)–Wiesensteig ab. Die Nebenbahn führte vom Bahnhofsvorplatz über Überkingen und Deggingen nach Wiesensteig. Bei ihrer Errichtung musste das Knoll-Denkmal weichen und wurde an die Geislinger Steige versetzt.

### Reichsbahnzeit

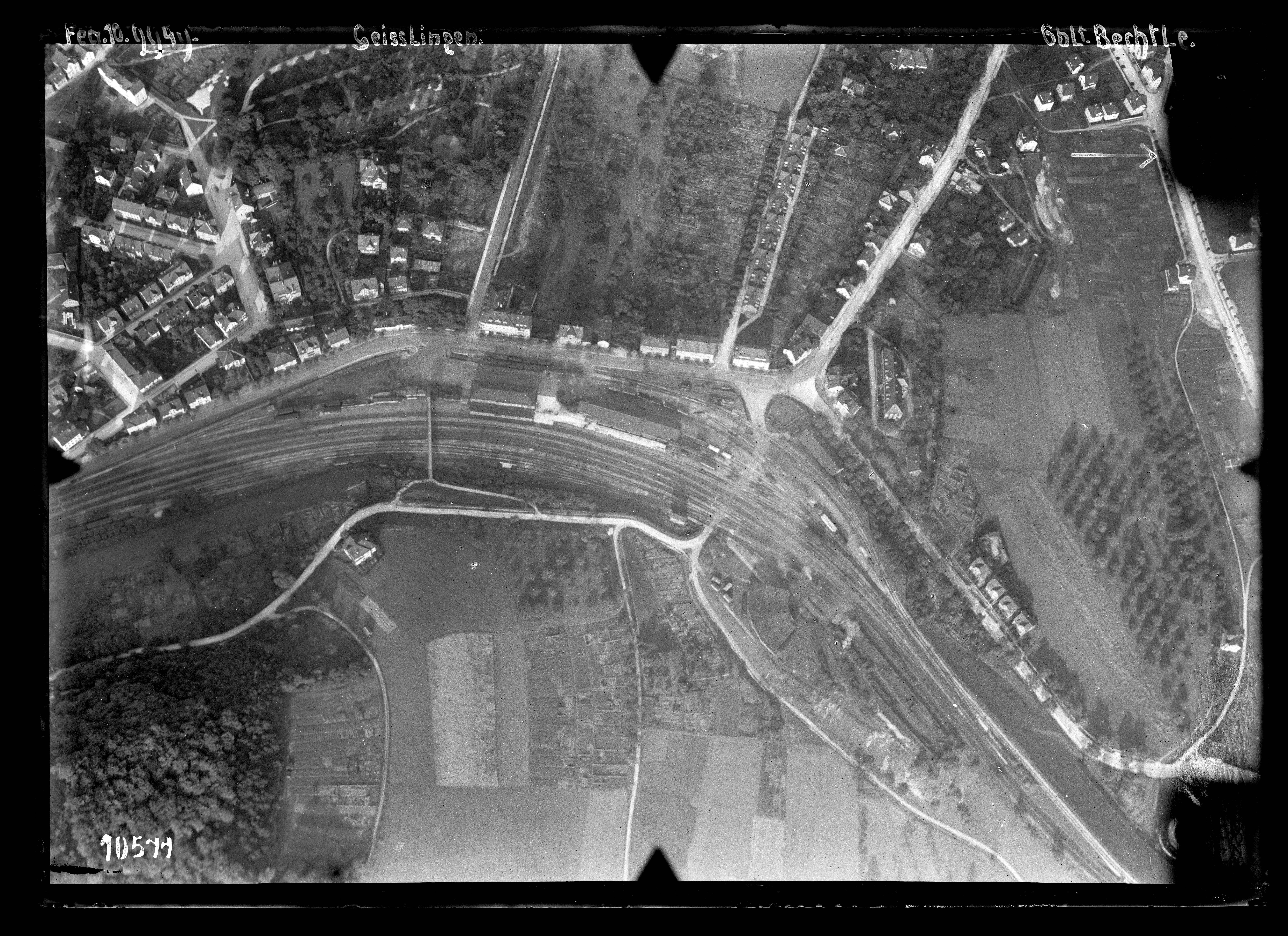
Luftbild des Bahnhofs, September 1918

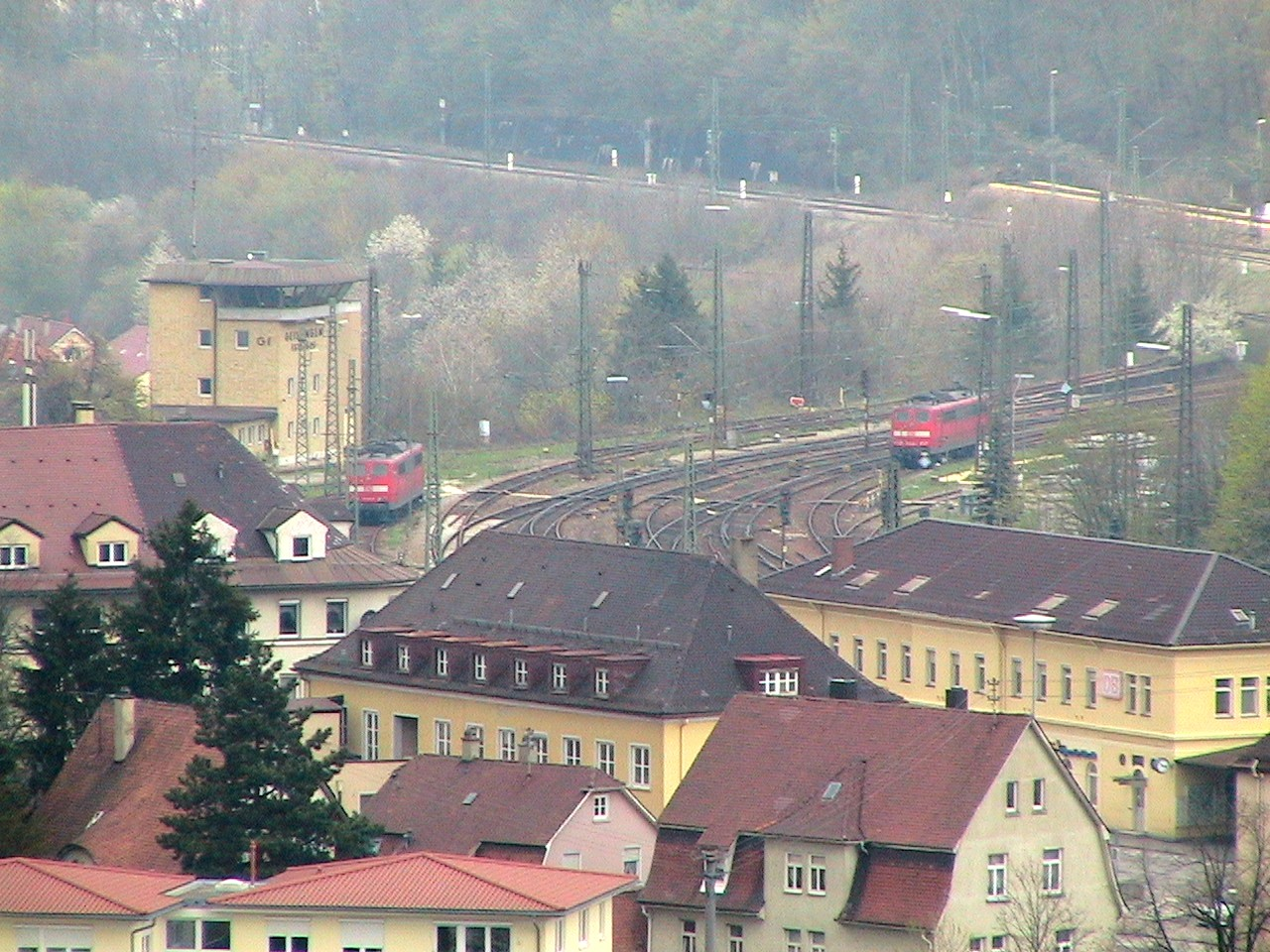
Schiebelokomotiven am Bahnhof Geislingen (Steige)

Am Geislinger Stauferstolln, der über einen eigenen Gleisanschluss an der Strecke Geislingen (Steige)–Wiesensteig verfügte, wurde bereits vor Beginn des Zweiten Weltkriegs vermehrt Eisenerz abgebaut und abtransportiert.
Seit 1933 war Geislingen (Steige) ferner in den elektrisch betriebenen Stuttgarter Vorortverkehr integriert. Dazu wurde ein zusätzliches Durchgangsgleis mit Bahnsteig eingerichtet.
1940 richtete die Deutsche Reichsbahn den Kehrbahnhof Eybtal ein, in den das Kopfmachen verlegt wurde, das zuvor den Bahnhof Geislingen (Steige) belastete. Der Kehrbahnhof bestand bis 1944.

### Bundesbahnzeit
In der Wirtschaftswunderzeit nahm der Individualverkehr zu. Auf der Strecke nach Wiesensteig verzeichnete die Deutsche Bundesbahn sinkende Fahrgastzahlen. Dies hatte die Stilllegung des Abschnitts Deggingen–Wiesensteig zur Folge. Das restliche Teilstück hielt die Deutsche Bundesbahn bis 1. Juni 1980 für den Personenverkehr aufrecht. Der Güterverkehr blieb bis 25. September 1981 bestehen.

### 21. Jahrhundert
Als letztes Stück der Wiesensteiger Strecke legte die Deutsche Bahn AG im Mai 2000 den Abschnitt Geislingen (Steige)–Geislingen-Altenstadt still.
Der Kunst- und Geschichtsverein Geislingen bemühte sich seit 2006 verstärkt das Knoll-Denkmal von seinem Platz an der Geislinger Steige an seinen ursprünglichen Standort zurückzuversetzen. Da dies aber mit immensen Kosten in Verbindung gestanden hätte, entschieden sich die Vereinsmitglieder für einen Nachguss. Seit 9. Mai 2009 steht nun wieder ein Denkmal zu Ehren von Michael Knoll auf dem Bahnhofsplatz.
Der Bahnhof soll modernisiert werden. Während die Deutsche Bahn dabei eine Bahnsteighöhe von 76 cm realisieren will, besteht das Land auf 55 cm. Eine Vorplanung, für die die Stadt im Jahr 2014 170.000 Euro zur Verfügung stellte, stand daher aus. Mitte 2021 gab die DB an, eine Modernisierung im Umfang von 5,7 Millionen Euro abgeschlossen zu haben, in deren Rahmen unter anderem zwei neue Aufzüge errichtet wurden. Die Bahnsteighöhe beträgt weiterhin 26 cm (Gleis 1) und 36 cm (Gleis 2 und 3).
Mitte November 2015 verständigten sich das Ministerium für Verkehr und Infrastruktur und das Landratsamt Göppingen darauf, den aus Stuttgart kommenden Metropolexpress ab 2019 nicht nur bis Süßen, sondern bis Geislingen fahren zu lassen. Der Landkreis beteiligt sich an den Mehrkosten dieser Lösung. Für den Verkehr sollte im Bahnhof ein zusätzliches Gleis entstehen, dessen Kosten auf 5 Millionen Euro beziffert werden und das vom Land gefördert werden sollte. Gespräche mit dem Betreiber zur Anpassung des Betriebskonzepts standen 2016 noch aus. Im September 2017 wurde bekannt, dass aufgrund einer fehlenden Fahrplankonzeption für die Zeit nach Inbetriebnahme von Stuttgart 21 noch unklar ist, ob das zusätzliche Gleis dann noch benötigt wird. Klarheit sollte Ende 2017 bestehen, dann über die Realisierung entschieden werden.
Ab Ende August 2021 wurden Gleise und Weichen im Bahnhof ausgetauscht.

## Infrastruktur
| Gleis | Nutzbare Länge | Bahnsteighöhe | Aktuelle Nutzung                                        |
| ----- | -------------- | ------------- | ------------------------------------------------------- |
| 1     | 245 m          | 26 cm         | Züge in Richtung Ulm und Stuttgart (wendende Züge)      |
| 2     | 380 m          | 36 cm         | Züge in Richtung Ulm                                    |
| 3     | 380 m          | 36 cm         | Züge in Richtung Stuttgart, teilweise auch Richtung Ulm |

## Verkehr
Auf Gleis 1, dem Hausbahnsteig, beginnen und enden die Metropolexpress-Züge Richtung Ulm und Stuttgart. Gleis 2 wird von Zügen Richtung Ulm genutzt, Gleis 3 von Zügen Richtung Stuttgart. Nach Inbetriebnahme der Neubaustrecke Wendlingen–Ulm am 11. Dezember 2022 hielt am Bahnhof nur noch ein Intercity-Zug pro Woche; seit dem Fahrplanwechsel am 10. Dezember 2023 hält kein Fernverkehrszug mehr. Der Bahnhof Geislingen (Steige) gehört zur Preisklasse 4 der Deutschen Bahn AG und wird wie folgt bedient:
| Linie                    | Laufweg | Frequenz                             | Betreiber                 |
| ------------------------ | --- | ------------------------------------ | ------------------------- |
| RE 5                     | Stuttgart – Esslingen – Plochingen – Göppingen – Geislingen (Steige) – Ulm – Aulendorf – Friedrichshafen (– Lindau-Reutin) | Stundentakt                          | DB Regio                  |
| MEX 16                   | Stuttgart – Esslingen – Plochingen – Ebersbach – Göppingen – Süßen – Geislingen (Steige) – Ulm                             | 30-Minuten-Takt, Stundentakt bis Ulm | Arverio Baden-Württemberg |
| Stand: 15. Dezember 2024 | |                                      |                           |